# Carl Skottsberg
Carl Johan Fredrik Skottsberg est un botaniste et un explorateur de l’Antarctique suédois, né le 1er décembre 1880 à Karlshamn et mort le 14 juin 1963.

## Biographie
Il étudie à l’université d'Uppsala à partir de 1898 et obtient son doctorat en 1907. Il devient alors Privatdozent. Il participe à une expédition suédoise en Antarctique de 1901 à 1903 puis dirige l’expédition suédoise en Patagonie de 1907 à 1909.
Il est conservateur du jardin botanique de l’université d’Uppsala de 1909 à 1914 puis part dans le nouveau jardin botanique de Göteborg à partir de 1915. Il devient professeur et directeur du jardin en 1919.
Skottsberg devient membre de l’Académie royale des sciences de Suède et plusieurs autres sociétés savantes. Il est élu à la Royal Society en 1950. Il reçoit la médaille linnéenne (1959) et la médaille d’argent Darwin-Wallace (1958) attribuée par la Société linnéenne de Londres. 
Le lac Skottsberg, situé à l'intérieur du parc national Torres del Paine a été nommé en son honneur.